# Banksy

Banksy Anarchist Rat

Banksy (Yate, Regne Unit, 1973 o 1974) és un artista de carrer que manté l'anonimat i és conegut a escala mundial. Es desconeix la seva identitat real. S'especula, entre altres coses, que l'artista suís Maître de Casson podria ser Banksy. Maître de Casson ho nega al seu lloc web.
Els seus grafits, fets amb trepa (tècnica coneguda com a pochoir), són molt coneguts a Londres, encara que ha fet algunes obres a altres ciutats, com Los Angeles. S'esforça per mantenir el seu nom ocult i publica els seus llibres amb el pseudònim de Robin Banksy. La premsa suposa que el seu nom real és semblant, però podria tractar-se d'una broma per la seua similitud amb l'expressió robing banks (robant bancs).

## Identitat
Banksy oculta la seva identitat a la premsa general, a la policia i als seus seguidors, però no impedeix que diversos mitjans de comunicació publiquin teories sobre la seva veritable identitat, hi ha diverses teories conspiratòries.
En una entrevista de 2003 amb Simon Hattenstone de The Guardian, Banksy és descrit com "un home blanc, de 28 anys, amb vestimenta informal i despreocupada: texans, samarreta, una dent de plata, cadena de plata i arracada de plata. Sembla un encreuament entre Jimmy Nail i Mike Skinner of the Streets". El mateix mitjà diu que Banksy va començar com a artista a l'edat de 14 anys, va ser expulsat de l'escola i va estar a la presó per delictes menors. Segons Hattenstone, "l'anonimat és vital per a ell perquè el grafiti és una activitat il·legal". També es creu que és blanc, de cabells rossos i llargs. Durant 10 anys a la fi de la dècada de 1990, Banksy va viure a Easton, Bristol, i després es va traslladar a Londres al voltant del 2000.
Es creu que Banksy és Robin Gunningham, nascut el 28 de juliol de 1973. Diverses persones relacionades amb ell i ex companys de Gunningham a l'Escola de la Catedral de Bristol han corroborat aquest rumor i el 2016, un estudi va trobar que la incidència de les obres de Banksy es correlacionava amb els moviments de Gunningham en la zona. Segons The Sunday Times, Gunningham va començar a emprar el nom de Robin Banks, nom que finalment es va convertir en Banksy. Existeixen dues caràtules de casset amb la seva obra de 1993, realitzades per a la banda de Bristol 'Mother Samosa', que porten la seva signatura.
El juny de 2017, DJ Goldie es va referir a Banksy com "Rob" en una entrevista per a un podcast. “Només has de triar una tipografia, una samarreta, escriure Banksy i el que facis es vendrà sol. I no estic faltant el respecte al meu amic Robert, crec que és un gran artista i que ha aconseguit fer la volta al món de l'art”. Arran d'aquesta frase que DJ Goldie va dir en ple directe, es va especular que Banksy és Robert Del Naja (també conegut com a 3D), líder de la banda de trip hop Massive Attack, qui va ser un artista de grafiti durant la dècada de 1980 abans de formar la banda i prèviament havia estat identificat com a amic personal de Banksy. Tanmateix, l'estudi de la vida dels dos artistes suggereix que això no és probable.
També se sospitava de Jamie Hewlett, dibuixant i dissenyador de còmics anglès, conegut sobre tot pel còmic Tank Girl i la banda virtual Gorillaz. Però Joanna Brooks, publicista de Banksy, va negar-ho. D'acord amb The Metro, Jamie Hewlett estaria associat amb totes les empreses que se sap que estan connectades amb Banksy: “Pest Control Office és propietat de Pictures on Walls, una companyia que solia vendre impressions d'altres artistes del carrer. Pictures on Walls és propietat de Jamie Hewlett. Per tant, semblaria que Jamie Hewlett és l'últim beneficiari de totes les companyies de Banksy, per la qual cosa si no és Banksy, ha de ser algú molt pròxim a ell”.
A l'octubre de 2014, va circular un hoax (una faula o engany a Internet) segons el qual Banksy havia estat arrestat i s'havia revelat la seva identitat sota el nom de Paul Horner. Fins i tot Donald Trump va celebrar la detenció, anomenant-lo "terrorista" a través del seu compte de Twitter. La mentida de l'arrest de Banksy per vandalisme va ser publicada en la web satírica ‘Nacional Report‘, que publica notícies falses.
El 16 d'abril de 2020, en una publicació d'Instagram, Banksy es va referir a la necessitat de romandre aïllat a casa durant la pandèmia de COVID-19, mostrant imatges de rates corrent bojament dibuixades en les parets i el seient del vàter en el seu lavabo. Amb això va plantejar noves especulacions sobre la seva vida privada en dir: "La meva esposa odia quan treballo des de casa"
Al setembre de 2020, va aparèixer una nova teoria d'una identitat seva a través de Twitter, on s'especulava que Banksy és el presentador del programa de televisió Art Attack, Neil Buchanan conegut per les seves habilitats artístiques per a fer enormes obres d'exterior. La teoria presenta com a evidència que el presentador és un dels músics de la banda de heavy metal La Marseille24, formada en 1976 i que paral·lelament el seu art ha continuat intacte a les ciutats on suposadament la banda ha fet espectacles musicals. Aquesta banda porta inactiva des de l'any 2012, justament l'any en què Banksy va aconseguir una gran popularitat en els mitjans de comunicació.

## Influència
La influència de Banksy no es limita només al món de l'art, ja que els seus treballs parlen dels mals que afecten el món. Critiquen el consumisme, la guerra i satiritzen de la hipocresia i l'estil de vida egoista de les societats modernes. La revista Time va incloure Banksy entre les 100 persones més influents de 2010. Sephard Fairey, destacat artista urbà, afirma que “Banksy té un do: l'habilitat de fer que pràcticament tots se sentin incòmodes. No ignora els límits; simplement els creua per a provar-ne la irrellevància”
Banksy ha calat entre els artistes urbans i ha inspirat temes i tècniques així com l'emissió d'un missatge clar i directe, aspecte molt criticat per Jonathan Jones. Els grafitis han estat un recurs habitual per a estimular les masses. Missatges de resistència, consignes polítiques o en record a les víctimes del conflicte són també temes recurrents en les seves pintures murals.
El seu estil presenta gran influència de Blek le Rat, el gran artista urbà francès, i la banda punk Crass, promotora de l'anarquisme com a ideologia política, manera de vida i moviment de resistència. Ell mateix va reconèixer: "Cada vegada que crec que he pintat una cosa lleugerament original, m'adono que Blek le Rat ho va fer millor, vint anys abans."

## Art

Home nu penjant d'una finestra

Banksy empra tàctiques de comunicació-guerrilla i d'Adbusters per oferir una perspectiva diferent sobre temes polítics i econòmics. Amb aquest mètode sol modificar motius i fotografies conegudes. Però també ha acceptat encàrrecs per a obres benèfiques (per exemple, d'organitzacions com Greenpeace).
A més dels seus grafits, ha penjat sense autorització obres seves en alguns museus. Tant a la Tate Modern de Londres, com el Museum of Modern Art, el Metropolitan Museum of Art, el Brooklyn Museum i l'American Museum of Natural History de Nova York, com en el Louvre, els quadres penjats passaren desapercebuts el 2005 entre la resta d'obres. El maig de 2005 fou trobada al Museu Britànic una versió d'una pintura rupestre que mostrava caçadors amb carros de la compra.
El setembre de 2006 modificà la portada d'un àlbum de Paris Hilton i va repartir 500 còpies de la falsificació entre diferents botigues de discos. Entre altres es mostrava la foto de Hilton amb un cap de gos. El CD contenia composicions pròpies de Banksy. El setembre del mateix any instal·là una escultura d'un presoner de Guantanamo en un parc d'atraccions de Disneyland.

## Escrits
Banksy ha editat llibres propis que contenen imatges dels seus treballs en diferents països i alguns quadres, comentats per ell. El seu primer llibre, Banging your head against a brick wall, fou publicat en blanc i negre, el seu segon llibre, Existencilism, en color. El 2004 aparegué el seu tercer llibre, Cut it out, i a principis del 2006 una compilació dels seus tres llibres anteriors amb el nom Wall and Piece.

## Literatura
- Banging Your Head Against a Brick Wall - Editorial Weapons of Mass Distraction - ISBN 0-9541704-0-7
- Exitstencilism - Editorial Weapons of Mass Distraction - ISBN 0-9541704-1-5
- Cut it out - Editorial Weapons of Mass Distraction - ISBN 0-9544960-0-0
- Wall and Piece - Editorial Random House - ISBN 1-84413-786-4 (compilació dels tres llibres anteriors)

## Cinema
Banksy va presentar la seva primera pel·lícula-documental al festival de Sundance i a la Berlinale de 2010. Titulat Exit through the gift shop, fou un documental sobre la vida de l'home que enregistrava en vídeo les accions del mateix Banksy. La pel·lícula va tenir una bona rebuda per part de la crítica i l'any 2011 va ser nominada com a millor documental als Oscar i BAFTA de l'any.